# Herbert Richter (Chemiker)

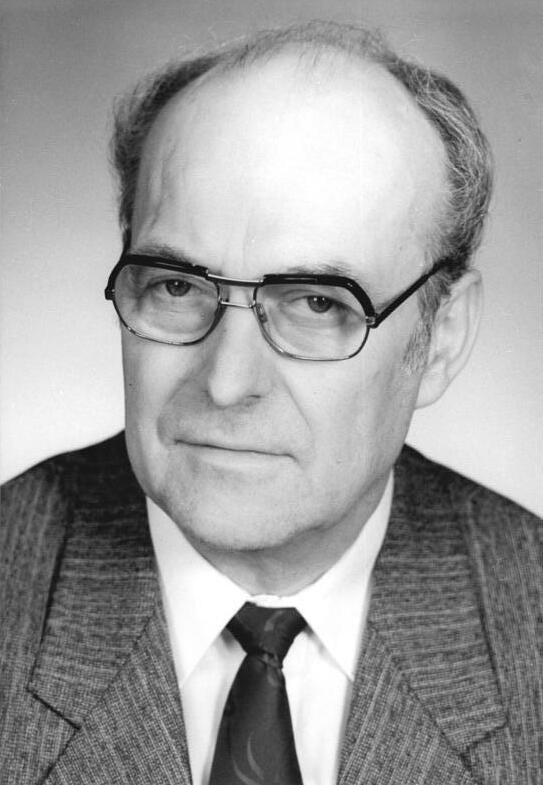
Dr. rer. nat. Herbert Richter 1990

Herbert Richter (* 20. April 1933 in Klettwitz; † 30. März 2018) war ein deutscher Chemiker. Er war langjähriger Generaldirektor des Gaskombinats Schwarze Pumpe und von 1988 bis 1991 Präsident der Internationalen Gasunion.

## Leben
Richter wurde am 20. April 1933 als Sohn eines Bergmanns in Klettwitz im Lausitzer Braunkohlerevier geboren. Mit 14 Jahren absolvierte er zunächst eine Ausbildung zum Chemielaboranten im Synthesewerk Schwarzheide. Anschließend bekam er einen Platz an der Arbeiter-und-Bauern-Fakultät der Pädagogischen Hochschule Potsdam, wo er 1953 das Abitur bestand. Schon während dieser Zeit bat Richter um Aufnahme in die SED, die zunächst abgelehnt, später jedoch bestätigt wurde. Nach zweijähriger Kandidatenzeit war Richter ab 1955 Mitglied der SED. 
Nach bestandenem Abitur war er zunächst für ein Studium in Leningrad vorgesehen, allerdings zerschlugen sich diese Pläne, so dass er in das laufende Semester an der Friedrich-Schiller-Universität Jena einstieg, um Chemie zu studieren. Nachdem 1954 die praxisorientierte Technische Hochschule für Chemie in Merseburg eröffnet worden war, wechselte Richter 1955 dorthin und schloss 1959 sein Studium als Diplom-Chemiker ab. Zum 1. Mai 1959 bekam er einen Arbeitsvertrag als Leiter der Forschungsgruppe Chemie in der Großkokerei Lauchhammer, der ersten und damals einzigen Kokerei in der DDR, die den BHT-Koks aus heimischer Braunkohle herstellte. In der Folge beschäftigte sich Richter vor allem mit der Reinigung von phenolhaltigem Industriewasser, dessen großtechnische biologische Reinigung erstmals in Lauchhammer vollzogen werden sollte. Um die sich ergebenden technologischen Fragen erschöpfend erforschen zu können, bot ihm ein Institut der Sächsischen Akademie der Wissenschaften die Promotion zu diesem Thema an. 1963 wurde er mit dem Beitrag zur Technologie der Turmtropfkörper zum Dr. rer. nat. promoviert. 
Anschließend wechselte Richter hauptamtlich in die SED-Bezirksleitung des Energiebezirks Cottbus, wo er bis 1965 als Leiter des einzigartigen Sektors Chemie/Geologie tätig war. Rückblickend betrachtete Richter diese Zeit als Lehrjahre im sozialistischen Management. Danach wechselte er zu Abteilung Wirtschaftspolitik, deren Leiter er bis 1966 war.
Mit 33 Jahren wurde ihm zum 1. Juli 1966 die Leitung des VEB Kombinat Schwarze Pumpe in Hoyerswerda als Direktor übertragen. Unter Richter wurde in der Folge aus einem defizitären Werk ein DDR-Vorzeigebetrieb, der bald hunderte Millionen DDR-Mark Gewinn pro Jahr erwirtschaftete. 1970 wurde Richter Generaldirektor des neu geschaffenen VEB Gaskombinats Schwarze Pumpe, dem nun mehrere bis dahin eigenständige Betriebe zugeordnet wurden. Im April 1972 löste ihn Hans Waldmann für ein Studienjahr ab; die SED schickte Richter zu einem Einjahreslehrgang bis August 1973 an die Parteihochschule der KPdSU in Moskau. Anschließend leitete er das Kombinat bis zur Übernahme durch die Treuhand am 1. Juli 1990. 1980 erhöhte sich Richters Zuständigkeitsbereich nochmals, als das Gaskombinat noch drei Kokereien und ein Kraftwerk zugeordnet bekam. 
Durch die einzigartige Stellung von Schwarze Pumpe für die Gasversorgung der DDR war Richter fast 25 Jahre der führende Mann der Gaswirtschaft in der DDR. Dieser Einfluss schlug sich auch in seinen politischen Funktionen nieder. Als Generaldirektor von Schwarze Pumpe gehörte er qua Amt zum Sekretariat der SED-Kreisleitung Hoyerswerda. Von 1967 bis 1984 war er Mitglied der SED-Bezirksleitung Cottbus, auf dem X. Parteitag der SED wurde er als Mitglied in das ZK der SED gewählt und blieb es bis zu dessen Auflösung im Dezember 1989. Da die Stadt Hoyerswerda untrennbar mit Schwarze Pumpe verbunden war, hatte Richter auch immer eine besondere Verantwortung, die bereits 1978 in der Gründung einer eigenen Abteilung Bau mündete. 1985 übergab das Kombinat das Haus der Berg- und Energiearbeiter an die Stadt, für das bereits 1976 als Schwarzinvestition der Grundstein gelegt worden war. Während Richters Zeit als Generaldirektor wuchs Hoyerswerda zudem um ca. 20.000 Einwohner. Auch international nahm man von Richters Wirken Notiz, so dass er 1985 zum Vizepräsidenten der Internationalen Gasunion gewählt wurde. Im Juni 1988 wählte ihn die IGU gar für drei Jahre zu ihrem Präsidenten. Aus diesem Grund wurde er mit seiner Frau zu einem gemeinsamen Foto mit dem damaligen US-Präsidenten Ronald Reagan gebeten, für damalige DDR-Verhältnisse ein absolutes Politikum. Das Foto wurde in der DDR-Presse nicht veröffentlicht, vom Treffen selbst jedoch sogar im SED-Parteiorgan Neues Deutschland berichtet. Dort hieß es, dass Richter Grüße von Erich Honecker dem US-Präsidenten übermittelte. 
In der Zeit der politischen Wende in der DDR blieb Richter zunächst seiner Partei treu und ließ sich im Dezember 1989 in den Parteivorstand der SED-PDS wählen. Zu den Volkskammerwahlen am 18. März 1990 kandidierte er für die Nachfolgepartei PDS als Spitzenkandidat im Wahlbezirk 02 Cottbus. Nachdem die PDS in diesem Wahlbezirk mit 17,9 % drittstärkste Partei geworden war, sandte sie vier Abgeordnete in die Volkskammer, darunter auch Richter. Nach Auflösung der Volkskammer engagierte sich Richter politisch nur noch regional. Beruflich war der renommierte Fachmann weiterhin gefragt. Er beriet und leitete Forschungsstudien an der TH Cottbus und leitete Projekte für die Firma ARCUS Planung + Beratung Bauplanungsgesellschaft Cottbus, einer aus dem Kombinatsbetrieb Forschung und Projektierung Cottbus hervorgegangenen Firma. Diese Firma projektierte unter anderem Kraftwerke und Kokereien. Neben Anlagenbauprojekten (auch für die Lausitz) arbeitete er an einer Studie für japanische Auftraggeber.

## Ehrungen
- 1978 Verdienter Bergmann der DDR[4]
- 1985 Nationalpreis der DDR I. Klasse für Wissenschaft und Technik (im Kollektiv)[5]